# Galaxy SOHO
Galaxy SOHO (en chino tradicional, 銀河SOHO; en chino simplificado, 银河SOHO; pinyin, Yínhé SOHO) es un complejo de edificios situado en Pekín (China). Construido entre 2009 y 2012, es el primero de los tres edificios diseñados por la arquitecta iraquí-británica Zaha Hadid en Pekín, junto con Wangjing SOHO y Leeza SOHO.
El edificio está situado en la esquina suroeste del Puente Chaoyangmen en la Segunda Circunvalación de Pekín y tiene un diseño curvilíneo que se compone de cuatro estructuras fluidas asimétricas. Cubre una superficie de 330 000 m². El diseño paramétrico del edificio se inspiró en los patios chinos clásicos. El complejo contiene tiendas, oficinas e instalaciones de ocio.

## Diseño
Galaxy SOHO está compuesto por cuatro estructuras principales, unidas entre sí por puentes y plataformas entre los forjados curvos para crear un entorno fluido que rodea una serie de patios públicos y un «cañón» central más grande. Zaha Hadid describió la estructura como «una reinvención del patio chino clásico que genera una experiencia inmersiva y envolvente en el corazón de Pekín». De acuerdo con Zaha Hadid, su diseño pretende «responder a las variadas relaciones contextuales y condiciones dinámicas de Pekín». El exterior del edificio está revestido en aluminio y piedra, mientras que el interior es de vidrio, terrazo, acero inoxidable y yeso reforzado con vidrio. El complejo incorpora un sistema de refrigeración de la azotea que minimiza los efectos de los microclimas provocados por las estrategias de sostenibilidad arquitectónica.
El complejo tiene dieciocho plantas en total. Las tres plantas más bajas albergan comercios e instalaciones públicas de ocio. Las plantas inmediatamente superiores, desde la cuarta hasta la decimoquinta, proporcionan espacios de oficinas para empresas. Las tres plantas más altas contienen bares, restaurantes y cafeterías con vistas de Pekín. El edificio tiene una conexión directa con el Metro de Pekín.

## Premios
En 2013, Galaxy SOHO fue nominado para el Premio Lubetkin por el Royal Institute of British Architects. La nominación recibió críticas del Centro de Protección del Patrimonio Cultural de Pekín, que afirmó que el proyecto «había causado un gran daño a la conservación del paisaje urbano del antiguo Pekín, al tejido urbano original, a los tradicionales hutong y casas con patio, a la formación del paisaje y al estilo y paleta de colores de la arquitectura vernácula de Pekín».